# Redbone Coonhound
I cani della razza Redbone Coonhound sono instancabili segugi, ed una delle poche razze utilizzate per la caccia al coguaro. Vengono anche impiegati per la caccia al cinghiale ed al procione. Sono stati derivati da Foxhounds importati dall'Inghilterra. Sono cani di notevole prestanza fisica e di bell'aspetto. L'altezza varia dai 53 ai 66 centimetri ed il peso dai 27 ai 32 kg.